# 双乙基己氧基苯酚甲氧基苯三嗪
Bemotrizinol (INN/USAN名稱；INCN名稱，bis-ethylhexyloxyphenol methoxyphenyl triazine)是一種油溶性的有機化合物，添加於防曬乳中吸收紫外線。BASF與 Ashland Inc分別以商品名 Tinosorb S及Escalol S推出上市。Bemotrizinol是廣域性(寬頻)的紫外線吸收劑，能吸收 UVB以至UVA，它的吸收頂峰有兩個，分別位於波長 310及 340奈米處。
其光穩定性極高，即使施予 50MEDs(minimal erythema doses，最小曬紅劑量，其數值因人而異。例如某人照射 20分鐘的紫外線皮膚即出現紅腫現象，20分鐘則為其最小曬紅劑量)之紫外線，仍能保有 98.4%的量不被分解，
與其他防曬劑例如阿伏苯宗混合還能抑制它們產生光分解反應(photodegradation)
Bemotrizinol不受美國 FDA核可。2000年後陸續獲得歐盟與澳大利亞等核准。  
與其他有機(化學)防曬劑不同的是，它於活體外實驗(In vitro)之中不會呈現出雌激素效應。

## 外部連結
- Tinosorb S website